# Djakaridja Koné

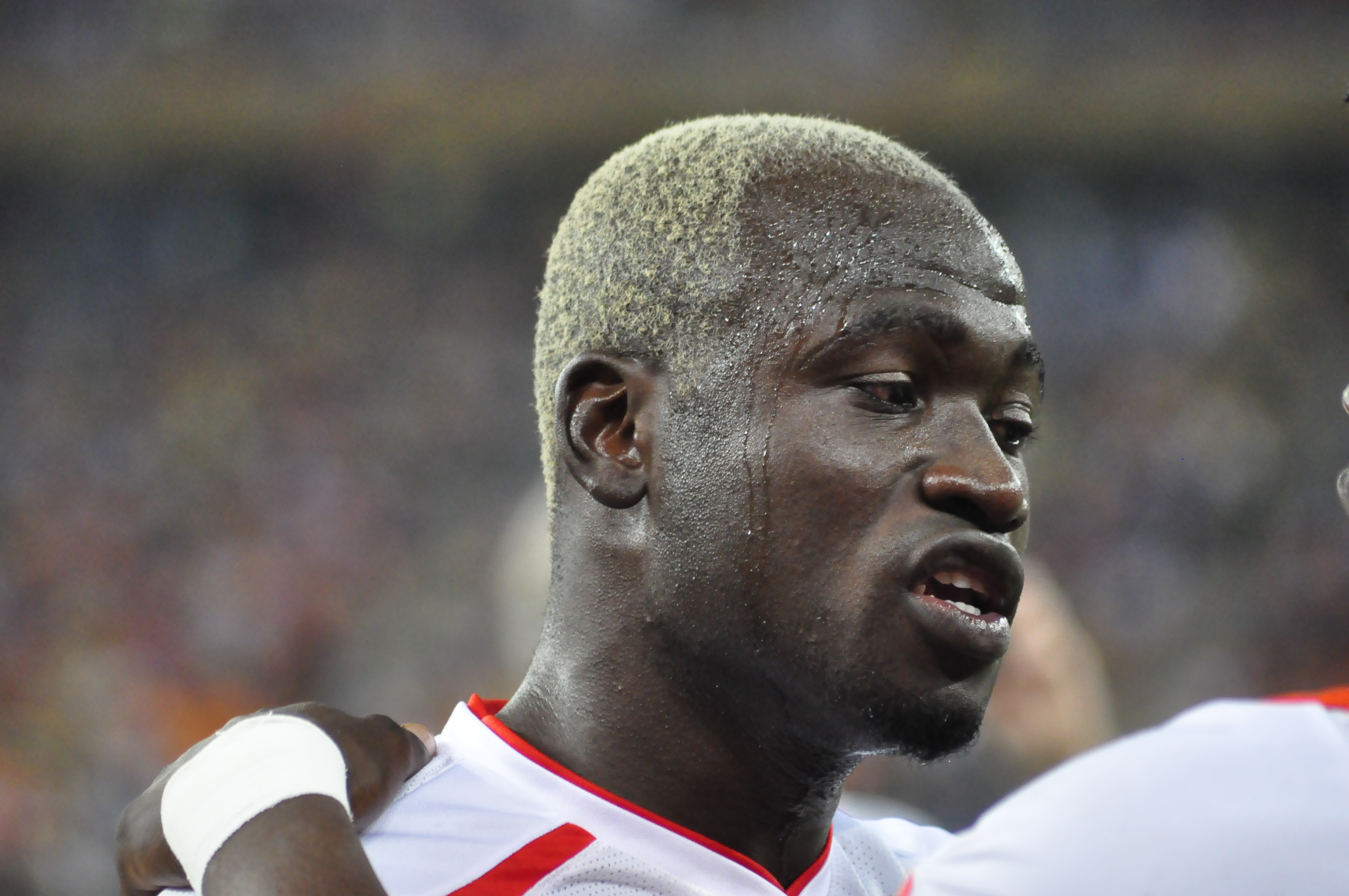
Djakaridja Koné (2013)

Djakaridja Koné (* 22. Juni 1986 in Abidjan) ist ein ehemaliger ivorisch-burkinischer Fußballspieler. Er bestritt insgesamt 185 Spiele in der israelischen Ligat ha’Al, der rumänischen Liga 1, der französischen Ligue 1 und der türkischen Süper Lig. Im Jahr 2012 gewann er mit Dinamo Bukarest den rumänischen Pokal. Als Nationalspieler nahm er am Afrika-Cup 2012, 2013 und 2015 teil.

## Karriere

### Verein
Koné begann seine Profikarriere bei Hapoel Petach Tikwa in Israel, wo er 2006 unter Vertrag genommen wurde. Bereits in seiner ersten Saison stieg der Verein aus der höchsten israelischen Spielklasse ab, wobei der Verein mit drei Punkten Abzug startete. In der darauffolgenden Saison schaffte Hapoel den Wiederaufstieg. Nach Platz zehn 2008/09 und den damit geschafften Klassenerhalt verließ der Ivorer die Israelis und wechselte im Sommer 2009 nach Rumänien zu Dinamo Bukarest. Dort erreichte er mit seiner Mannschaft den Pokalsieg 2012. Anschließend wechselte er zu FC Évian Thonon Gaillard nach Frankreich.
Zur Saison 2015/16 wechselte er zum türkischen Erstligisten Sivasspor. Nachdem dieser Klub zum Saisonende den Klassenerhalt verfehlt hatte, verließ Koné ihn wieder und beendete seine Karriere.

### Nationalmannschaft
Koné trat zwischen 2011 und 2015 insgesamt 31 Mal international für Burkina Faso an. Er debütierte am 28. März 2011 gegen Namibia. Beim Afrika-Cup 2012 bestritt er sein erstes Turnier, schied nach zwei Einsätzen mit seiner Mannschaft in der Vorrunde aus. Beim Afrika-Cup 2013 war er mit seiner Mannschaft erfolgreicher, als erst im Finale gegen Nigeria Endstation war. Seine Teilnahme am Afrika-Cup 2015 endete ebenfalls nach den Gruppenspielen. Sein letztes Länderspiel bestritt Koné am 12. November 2015 gegen Benin.

## Erfolge
- Rumänischer Pokalsieger: 2012
- Aufstieg in die höchste israelische Spielklasse 2008